# Réforme pénale de 1992
La réforme pénale de 1992 est une réforme française modifiant en profondeur le code pénal et le code de procédure pénale, tous deux présentant des vestiges importants et socialement obsolètes de la version initiale du code de 1810.

## Préparation
Le premier code pénal français, produit sous l'Assemblée Constituante, se veut un volet du « catéchisme révolutionnaire », en complément de la Déclaration des droits de l'homme et du citoyen et de la Constitution de 1791. Il connait une première réforme en 1810. Malgré des retouches successives, ce code napoléonien est jugé obsolète, à la fois en raison de sa structure devenue  déséquilibrée, et d'une organisation autour de catégories anciennes. Il existe ainsi plus de 150 cas prévoyant la peine de mort comme sanction, tels que l'incendie volontaire ou la prise de commandement d'un navire de commerce par un officier ; le vol de son employeur y est un crime.
Après plusieurs tentatives avortées de le réformer, des groupes de travail s'attellent aux premières réflexions thématiques sous l'impulsion de l'alors Garde des sceaux Jean Royer en 1966, et une commission ad hoc est créée en 1974. Après 20 ans de travaux, dont un premier projet de code en 1978 remis en cause par le gouvernement de droite  pour sa logique insuffisamment répressive et critiqué par la gauche pour la trop grande latitude laissée aux juges dans la détermination des peines, et après la reprise du projet en 1981 par Robert Badinter, le nouveau code est adopté en 1992, et entre en vigueur le 1er mars 1994.

## Principales modifications

### Catégories structurelles
Alors que les codes de 1791 et de 1810 sont organisés en deux parties principales, atteintes à l'ordre public et atteintes aux personnes privées, le code de 1992 amène un renversement des priorités et met au premier plan les atteintes aux personnes ; il propose une répartition des crimes et délits en trois parties : ceux contre les personnes, ceux contre les biens et enfin, ceux contre la nation, l'État et la paix publique. Un quatrième volet (Livre 5), destiner à traiter les secteurs du droit pénal liés à la vie économique et sociale dans le cadre de ce qui se réclame d'un « droit pénal moderne », reste quasiment vide.

### Individualisation des peines
Alors que les codes précédents prévoient, en réaction à l'arbitraire de l'Ancien Régime, des peines minimales et maximale pour un délit ou crime donné, le nouveau code retient finalement l'individualisation des peines : en contradiction avec l'optique légaliste qui tient peu compte de la responsabilité du criminel censé disposer de  son libre arbitre, la nouvelle mouture laisse plus de place à l'appréciation du juge, bien que dans un cadre limité. Désormais, seule peine maximale  est fixée. Cela évite des biais rencontrés auparavant, où il arrivait pour contourner des seuils de peine jugés trop élevés du fait de l'évolution sociale, d'acquitter un prévenu ou de lui accorder pour  réduire le quantum prévu l'excuse d'imaginaires circonstances atténuantes. Du fait  cette latitude laissée au juge, la notion juridique de circonstances atténuantes disparait du code pénal.

## Validation et réception
De l'avis général, la version finale du code produite se fait dans un consensus assez général, un observateur plutôt critique sur son contenu relevant l'absence inhabituelle de consultation du Conseil constitutionnel. Un autre souligne « une réforme faite à bas bruit ».